# ينفوخاوات
الينفوخاوات (الاسم العلمي: Tetraodontinae) هي أسرة من الأسماك تتبع فصيلة الينفوخية من الرتبة ينفوخيات الشكل.

## أجناس
- الينفوخ